# Fabryka obuwia Fagus w Alfeld
Fabryka obuwia Fagus w Alfeld (niem. Fagus-Werk) – kompleks dziesięciu zabudowań fabryki kopyt szewskich Fagus-Werk projektu Waltera Gropiusa i Adolfa Meyera w dolnosaksońskim Alfeld (Leine).

## Historia
Zabudowania fabryczne zostały wzniesione w latach 1911–1914 według projektu biur architektonicznych Waltera Gropiusa i Edwarda Wernera współpracujących z Adolfem Meyerem. Zleceniodawcą był przemysłowiec Carl Benscheidt. Budynki obejmują m.in. hale produkcyjne, maszynownie i biurowce. Kompleks w stylu modernistycznym miał być symbolem postępu technicznego.
W 2011 r. fabryka została wpisana na listę dziedzictwa kulturowego UNESCO.